# Manuel Giol i Borràs
Manuel Giol i Boràs (Les Borges del Camp 26 de març de 1849 - Cervera 13 d'octubre de 1909) va ser un religiós català membre de la família claretiana.
Fill d'una família pagesa molt catòlica, va ser cridat al servei militar el 1869, i va participar activament en la Tercera Guerra Carlina, durant la qual, assegurava, l'havia protegit la Verge Maria. El 1876 va entrar al noviciat de la Casa-missió de Gràcia, on va tenir de mestre Jaume Constans. Va fer vots simples l'any 1877. El seu primer destí va ser a la residència de l'orde al carrer Alt de Sant Pere a Barcelona, on gestionava diversos temes i feia sortides d'apostolat als barris propers.
Va escriure dos tractats, que va titular Moradas en el Corazón de María del alma enamorada i Ensayo de la vida interior. Són escrits amb un fort contingut autobiogràfic, on explica les seves experiències religioses i místiques i on planteja exercicis de contemplació, destinats sobretot a la Verge Maria.
En una visita a Olesa de Montserrat, ja malalt, va voler pujar a peu al Monestir, i ho va aconseguir. Traslladat a la casa de Cervera, va morir als pocs dies.